# Титаренкове
Титаре́нкове — селище в Україні, у Лутугинській міській громаді Луганського району Луганської області.

## Назва
10 квітня 2024 року Комітет Верховної Ради України з питань організації державної влади, місцевого самоврядування, регіонального розвитку та містобудування підтримав перейменування селища на Титаренкове, на честь загиблого воїна ЗСУ Сергія Титаренка в рамках дерусифікації. 19 вересня 2024 року Верховна Рада підтримала перейменування селища Челюскінець на Титаренкове. 26 вересня 2024 року перейменування набуло чинності.

## Історія
Село засноване 1930 року як центральна садиба радгоспу імені Челюскінців.
8 серпня 2014 року під час виконання бойового завдання з оборони Луганської області у селищі загинув молодший сержант 1-ї танкової бригади Сергій Титаренко.
З 2014 року є окупованим.
12 червня 2020 року, відповідно до Розпорядження Кабінету Міністрів України № 717-р «Про визначення адміністративних центрів та затвердження територій територіальних громад Луганської області», увійшло до складу Лутугинської міської територіальної громади.
19 липня 2020 року, в результаті адміністративно-територіальної реформи та ліквідації  Лутугинського району, увійшло до складу новоутвореного Луганського району.

## Демографія
- 2011 — 1151 [6]
- 2019 — 1103 [7]